# Xavier Lesage
François Xavier Edmond Marie Lesage (Moret-sur-Loing, 25 de octubre de 1885-Gisors, 3 de agosto de 1968) fue un jinete francés que compitió en la modalidad de doma.
Participó en dos Juegos Olímpicos de Verano en los años 1924 y 1932, obteniendo tres medallas, bronce en París 1924 y dos oros en Los Ángeles 1932.

## Palmarés internacional
| Juegos Olímpicos | Juegos Olímpicos             | Juegos Olímpicos  | Juegos Olímpicos |
| Año              | Lugar                        | Medalla           | Categoría        |
| ---------------- | ---------------------------- | ----------------- | ---------------- |
| 1924             | París (Francia)              | Medalla de bronce | Individual       |
| 1932             | Los Ángeles (Estados Unidos) | Medalla de oro    | Individual       |
| 1932             | Los Ángeles (Estados Unidos) | Medalla de oro    | Por equipos      |